# Драг-рейсинг

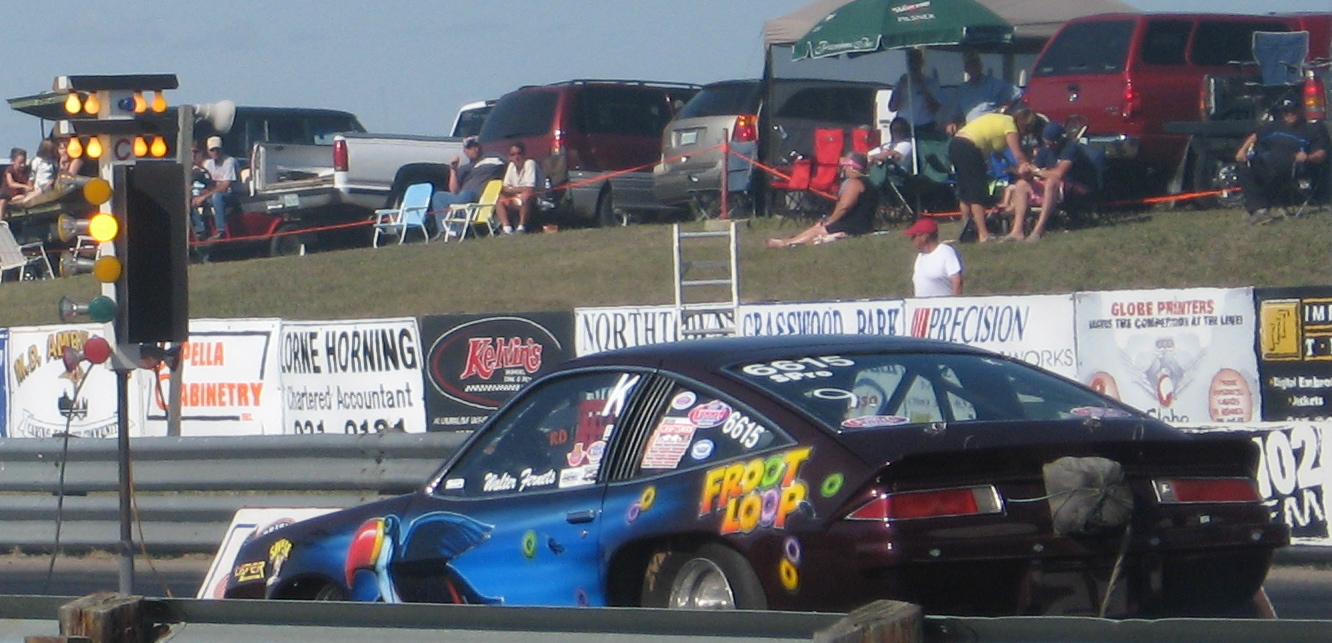
Автомобиль на старте

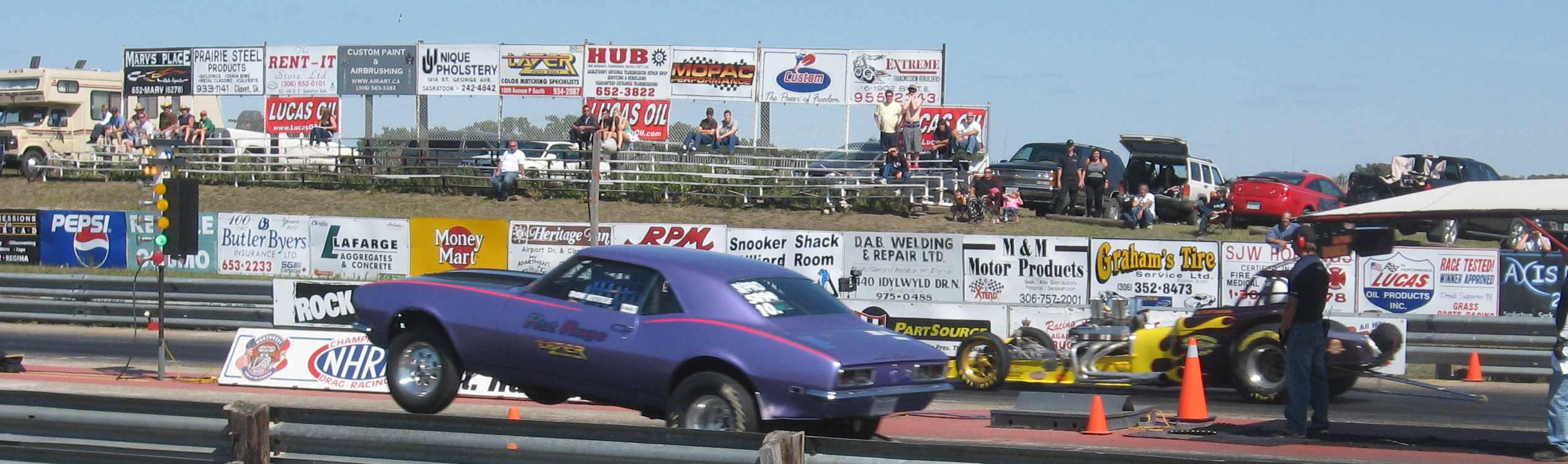
Слева стартует Camaro, на правой линии — Altered Vision

Драг-рейсинг — гоночное соревнование, являющееся спринтерским заездом (гоночным заездом на короткое расстояние) с участием двух автомобилей. В классической версии на дистанцию в 402 метра (¼ мили). Реже проводятся заезды на ½ мили (~804 м), 1/8 мили (201 м) либо на мерную милю (1609 м). Фактически драг-рейсинг является гонкой на ускорение, проводящийся на прямой трассе. Особую популярность гонки этого типа снискали в США, где национальные соревнования регулярно проводятся с начала 1950-х годов. Наиболее распространёнными дисциплинами являются гонки автомобилей, мотоциклов и катеров с поршневыми двигателями. В то же время, заезды устраивают для реактивных автомобилей и мотоциклов, электромобилей, мотороллеров, велосипедов и даже тракторов и газонокосилок.

## Чемпионат России по Драг-рейсингу
Драг-рейсинг — параллельные парные заезды на ускорение со стартом с места на установленную дистанцию.
Соревнования состоят из следующих частей:
— квалификационные заезды
— финальные заезды на выбывание.
Дистанции заездов: 1/8 мили (201,2 м), 1/4 мили (402,3 м) и 1/2 мили (804,7 м).

## Драгстер и Промод

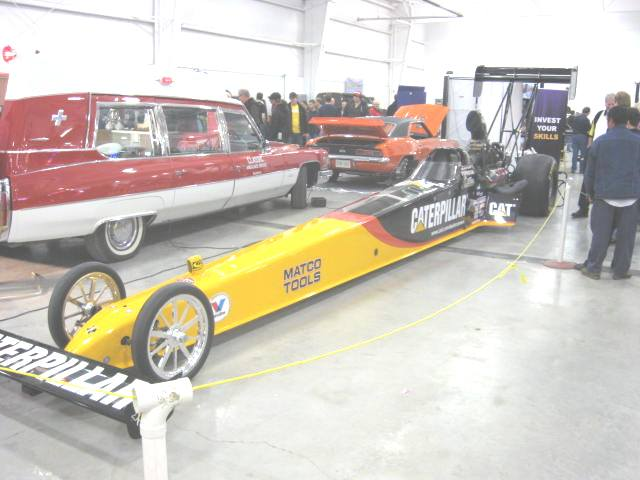

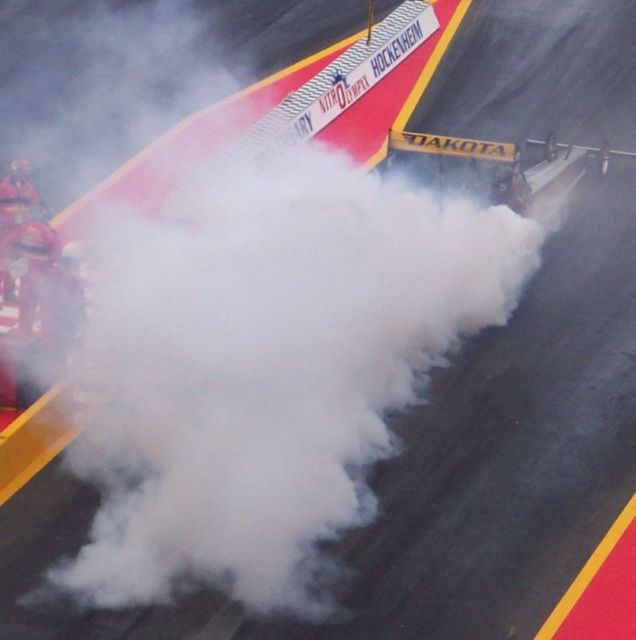
Пример burn-out перед стартом на Hockenheimring, Германия

Соревнования по драг-рейсингу могут проводиться практически на любом виде транспорта, однако для профессиональных заездов строятся специальные автомобили, именуемые драгстерами. По своей конструкции драгстер представляет собой максимально облегчённую конструкцию с мощным мотором, органы управления, напротив, часто бывают достаточно примитивны, так как соревнования проводятся на идеально прямой трассе. Профессиональные драгстеры имеют мощность двигателя более 8000 л. с. и достигают 10-12 тысяч л. с. в высших категориях при собственной массе менее одной тонны. Рекорды NHRA: ¼ мили за 4,428 секунды, 1000 футов (305 метров) за 3,701 секунды.
Дрэгстер — автомобили, построенные специально для дрэг-рейсинга. Отличительными особенностями конструкции являются открытые колеса и узкая вытянутая форма. Длина дрэгстера превышает 7,5 метров для стабильности заездов. Представляет собой пространственную раму из труб. Мотор, коробка передач и мост расположены в задней части. Самые мощные машины — Top Fuel Dragster. Их мощность достигает 11000 лошадиных сил за счет использования нитрометана в качестве топлива.
Промод — это автомобиль, созданный на базе пространственной рамы, накрытой пластиковым кузовом с любым силуэтом (Chevrolet Corvette, Dodge Viper, Chevrolet Camaro, Ford Mustang и пр.). Отличительной особенностью являются открывающиеся двери. Классические промоды оснащаются моторами V8 с объёмом от 8 до 15 литров с разными системами наддува или в атмосферном варианте с большим количеством закиси азота. Мощность двигателя достигает 4000 лошадиных сил.
Фаникар — автомобиль характеризуются наличием откидных автомобильных кузовов из стекловолокна или углеродного волокна поверх шасси, что придает им внешний вид, отдаленно напоминающий модели автомобилей. У них также двигатель расположен перед водителем, в отличие от драгстеров, которые размещают его позади водителя. Заявленная мощность варьируется в широких пределах — от 10 000 до 11 000 л. с. Двигатели могут быть только V8 с рабочим объёмом не более 500 куб.

## В России
До недавних пор в России данные заезды были полулегальными и чрезвычайно скандальными. Мероприятия проводились ночью на пустынных дорогах, нередки были конфликты с ГИБДД. Все эти события послужили толчком к созданию в 2002 году Российской Федерации драг-рейсинга (РФДР), объединившей организаторов и энтузиастов этого вида спорта из разных регионов страны и ближнего зарубежья.
29 мая 2005 года была закончена работа по строительству первой в России трассы для драг-рейсинга. Трасса находится в 200 км от г. Красноярска возле п. Балахта и санатория «Красноярское Загорье». Через год, 24 июня 2006 года, трасса была названа в честь Дерешева Михаила. Вплоть до 2007 года на трассе проходили соревнования по драг-рейсингу — «GT-сейшн Сибири и Дальнего Востока».
Существуют драг-стрипы в московском Тушино, на трассе «Красное кольцо» в Красноярске, где до 2008 года включительно проходило крупнейшие в России соревнование по драг-рейсингу — Дрэг-Битва. Примечательно, что оба стрипа были сооружены в 2007 году. Также драг-рейсинг соревнования проходят в Петрозаводске (Карелия) в аэропорте «Пески» в рамках Автомобильного фестиваля по драг-рейсингу Регион10, организаторами которого является Спортивный клуб K-Racing (КРОО СК «Карельский дрэг-рейсинг» г. Петрозаводск).
В 2012 году в Ингушетии (станица Орджоникидзевская) была построена специализированная трасса для проведения гонок по драг-рейсингу. 15 июля 2012 года на этой трассе впервые состоялись соревнования — Открытый чемпионат Республики Ингушетия по драг-рейсингу. В соревнованиях приняли участие около 30 спортсменов из Ингушетии, Ростова, Краснодара, Ставрополья, Чечни, Кабардино-Балкарии, Адыгеи.
Рекордом России считается результат установленный Дмитрием Саморуковым на трассе Крепость Грозная в рамках четвёртого этапа чемпионата России по драг-рейсингу (RDRC) 2018 года, который составляет 6,305 секунды.
В 2019 году на территории бывшего аэродрома «Быково» была построена главная специализированная трасса RDRC RACE PARK. На её территории проводят 5 этапов Чемпионата России по Драг-рейсингу.
16 июля 2023 года в RDRC Racepark прошли первые официальные соревнования по мото дрэг-рэйсингу.

## Разделение по классам
Как правило, гонщики, участвующие в драг-рейсинге, делятся на несколько классов:
- SL — «Уличный лёгкий» (Street Light). Серийный или серийный доработанный автомобиль любого производства, 4-цилиндровый, объём двигателя до 1600 см³ включительно. Сюда входят и российские легковые автомобили — ГАЗ, АЗЛК, ИЖ до 2000 см³. Минимальный вес — 550 кг.
- FS A — «Уличный быстрый А» (Fast Street A). Серийный или серийный доработанный легковой автомобиль зарубежного производства, 4-цилиндровый, объём двигателя 1601—2000 (не включая) см³. Минимальный вес — 550 кг.
- FS B — «Уличный быстрый В» (Fast Street B). Серийный или серийный доработанный легковой автомобиль зарубежного производства, 4-цилиндровый компрессорный или 6-цилиндровый атмосферный, объём двигателя 2000—2500 (не включая) см³. Минимальный вес — 900 кг.
- FS C — «Уличный быстрый С» (Fast Street C). Серийный или серийный доработанный легковой автомобиль зарубежного производства, 4-цилиндровый компрессорный или 6-цилиндровый атмосферный, объём двигателя 2500-3000 (включительно) см³. Минимальный вес — 900 кг.
- US — «Уличный неограниченный» (Unlimited Street). Серийный или серийный доработанный легковой автомобиль зарубежного производства, 6-цилиндровый компрессорный или 8- и более цилиндровый атмосферный, объём двигателя >3000 см³. Минимальный вес — 1000 кг.
- SS — «Серийный улучшенный» (Super Stock). Серийный легковой автомобиль любого производства, проходящий дистанцию 402 метра (¼ мили) быстрее 10 секунд, подготовленный для драг-рейсинга по техническим требованиям и спецификации FIA SFI (Международной Федерации автомобильного спорта) или дорожный автомобиль любого производства, 8-цилиндровый и более, компрессорный. Без ограничения объёма двигателя.

Для определения класса автомобиля применяются дополнительные поправочные коэффициенты к объёму двигателя: наддув — 1,6, роторный — 1,8, NOS — 1,5. Критерием для оценки объёма двигателя является расшифровка VIN-кода.

## Классы и серии на Чемпионате России по Драг-рейсингу. (2023 г.)

### Серия RDRC Pro — высшая лига российского дрэг-рейсинга
Это самые громкие, мощные и быстрые автомобили в стране. В RDRC Pro принимают участие пилоты на профессиональной технике, такой, как промоды и дрэгстеры, а также на уникальных проектах, построенных из кузовных машин. Мощность двигателей таких автомобилей достигает 4000 лошадиных сил, скорость на финише превышает 300 км/ч, а разгон до 100 км/ч занимает около 1 секунды.
Серия включает в себя четыре класса:
- 3,66 — Самый быстрый класс в RDRC. Основу класса будут составлять автомобили типа ProMod, так же в данный класс будут допущены автомобили класса Funny Car с предельным временем прохождения дистанции 1/8 мили 3,66 секунды.
- 4,3 — этот класс появился в RDRC в 2022 году и трансформировался из класса US с дистанцией 402 метра и временным ограничением 6,8 секунд. Скорости автомобилей-участников выросли, а дистанция сократилась. К участию в классе 4,3 допускаются промоды, дрэгстеры и фанникары, дистанция заездов составляет 1/8 мили, предельное время прохождения дистанции 4,3 секунды. Напомним, что ProMod — это автомобиль, созданный на базе пространственной рамы, накрытой пластиковым кузовом с любым силуэтом (Chevrolet Corvette, Dodge Viper, Chevrolet Camaro, Ford Mustangи пр.). Dragster — Драгстер — это транспортное средство, специально созданное для участия в скоростных соревнованиях по преодолению прямой дистанции за несколько секунд со стартом с места. Funny Car — это пространственная рама и пластиковый кузов, не имеющий дверей, но уже с двигателем, работающем на метаноле или нитрометане.
- 7,6 — допускаются модифицированные кузовные автомобили, 3/4 кузова (автомобили, у которых сохранено ¾, то есть 75 % кузова, — в основном от заднего бампера до моторного щита, примерно по лобовое стекло, а дальше уже идет неродная конструкция рамы и подвески), прототипы с силуэтами кузовов. В 2022 году, в виде исключения, в целях популяризации дрэг-рейсинга и увеличения количества техники, соответствующей мировым стандартам, в классе 7,6 было разрешено использование дрэгстеров с двигателями, имеющими не более 6 цилиндров. Дистанция заездов составляет 1/4 мили, предельное время прохождения дистанции 7,6 секунд.
- 8,6 — допускаются модифицированные кузовные автомобили, 3/4 кузова, прототипы с силуэтами кузовов. Дистанция заездов составляет 1/4 мили, предельное время прохождения дистанции 8,6 секунд.

### RDRC Pro StreetPro Street — это быстрые дорожные машины. Заезды этой серии будут иметь особый статус и проходить, как Pro—серия, и в части расписания, и в части заездов.
Серия включает в себя три класса:
- PRO ET (гандикап 9,2 сек. — 11,2 сек.) — допускаются как доработанные, так и недоработанные дорожные автомобили. В данном классе решающее значение имеет реакция пилота и стабильность автомобиля. Участники заявляют время прохождения дистанции и должны проехать 1/4 мили как можно ближе к заявленному времени, но не быстрее. При этом более быстрый автомобиль стартует позже более медленного, а разрыв определяется разницей заявленных времен. Предельное время прохождения дистанции составляет 9,2 секунды, автомобили медленнее 11,2 секунд не допускаются.9,2 — дистанция заездов составляет 1/4 мили, предельное время прохождения дистанции 9,2 секунды.
- Класс 9,2 — это те машины, которые устанавливают российские, европейские и мировые рекорды времени и скорости. Здесь обычно участвуют автомобили в глубоком тюнинге. Такие, как McLaren 720S, Lamborghini Huracan, Porsche 911 (кузов 992) Stage 3 и пр.9,6 — дистанция заездов составляет 1/4 мили, предельное время прохождения дистанции 9,6 секунды
- В 9,6 участвуют Porsche, McLaren, Lamborghini и т. д., но уже Stage 2, а также BMW M5 и M8 Stage 2. Кстати, с 2022 года во всех классах RDRC могут участвовать машины с электродвигателем и в классе 9,6 это может быть TeslaPlaid.

### RDRC Street
Street — это тоже дорожные машины, но более слабые, чем Pro Street. Времена прохождения дистанции 1/4 мили здесь начинаются от 10 секунд.
Серия включает в себя пять классов:
- 10,0 — предельное время прохождения дистанции 10 секунд (BMW M5 и M8 Stage 2, Mercedes—Benz 55 AMG, Mercedes—Benz 63 AMG, McLaren Stage 1, Audi RS6 Stage 2, Audi TT RS, Audi RS3 Stage2 или 3, Nissan GT—R и пр.).
- 10,5 — предельное время прохождения дистанции 10,5 секунд (Audi S3, BMW M5 и M8 Stage 1, Nissan GT—R и другие машины с самой первой ступенью тюнинга).11,0 — предельное время прохождения дистанции 11 секунд (BMW M5, Nissan GT—R, Audi R8, Mercedes и пр. — все машины без доработок).
- 11,5 — предельное время прохождения дистанции 11,5 секунд (Audi A6, Mercedes—AMG GT, BMW X3, Chevrolet Camaro ZL1 и пр. — машины либо с минимальными доработками, либо в заводской комплектации).
- Street ET (гандикап 11,0 сек. — 15,0 сек.) — класс, в котором решающее значение имеет стабильность автомобиля и время реакции пилота. Более медленный автомобиль стартует раньше более быстрого. Фора на старте определяется разницей заявленных времен. Предельное время прохождения дистанции составляет 11 секунд, максимальное заявленное время 15 секунд (BMW, Audi, Mercedes, Nissan GT—R, Porsche, Lamborghini, McLaren).

Таким образом, в классах 11, 11,5 и Street ET могут принять участие владельцы стандартных автомобилей либо автомобилей с минимальным тюнингом.
Главное условие участия в сериях RDRC Pro Street и RDRC Street — это то, что автомобиль должен соответствовать дорогам общего пользования, то есть иметь полностью комплектный салон и кузов, систему безопасности и т. д.

### RDRC Club
Данная гоночная серия привлекает любителей кастомных решений при подготовке автомобилей. Основная часть участников RDRC Club выступают на различных автомобилях марки ВАЗ, но в большинстве своем эта техника только внешне схожа с отечественными авто. В качестве начинки могут быть использованы основательно доработанные моторы и запчасти от Honda, Toyota или других производителей. В RDRC Club приветствуется настоящий полет инженерной фантазии.
Серия включает в себя три класса:
- 9,5 Club — автомобили с предельным временем прохождения дистанции 9,5 секунд (Opel, Honda, Mitsubishi, Subaru, ВАЗ).
- Turbo — автомобили с механическим выбором передач и турбированными двигателями. Предельное время прохождения дистанции 10 секунд (Toyota, Subaru, ВАЗ).
- Atmo — автомобили с механическим выбором передач и атмосферными двигателями. Предельное время прохождения дистанции 10 секунд (Opel, Honda, ВАЗ).[8]

## Драг-рейсинг в играх
Игра NHRA Drag Racing — симулятор драг-рейсинга. Довольно реалистичный драг-рейсинг представлен в одном из DLC к игре GRID Autosport. В игре Street legal racing присутствует возможность устроить гонки с ботами по прямой и возможность участия в нелегальном драг-рейсинге. Во многих играх серии Need For Speed драг-рейсинг включён как вид гонки. Однако, только в игре Need for Speed: ProStreet присутствует «чистый» драг. Во многих других играх этой серии (например, Need for Speed: Underground, Need for Speed: Underground 2, Need for Speed: Most Wanted) присутствует особый вид драга — уличный драг (англ. Street drag), который имеет ряд отличий от классического, «чистого» драг-рейсинга. Также драг-рейсинг как вид гонки имеется в играх Real Racing 1-3 и My Summer Car.